# Lynn Varley
Lynn Varley és una colorista estatunidenca de còmics, que destaca per les seves col·laboracions amb el seu marit, l'escriptor/artista de còmics Frank Miller.

## Biografia
Varley va créixer a Livonia, Michigan. Es va traslladar a la ciutat de Nova York on va trobar feina a Continuity Associates de Neal Adams. Va debutar com a colorista de còmics a Batman Annual # 8 (1982), escrita per Mike W. Barr i pel seu llavors company Trevor Von Eeden. Al mateix temps, es va involucrar professionalment amb Upstart Associates, un estudi compartit a West 29th Street format per Walter Simonson, Howard Chaykin, Val Mayerik i Jim Starlin. Varley va acolorir els dos primers números de Chaykin's American Flagg. Frank Miller va passar a formar part d'Upstart.
Varley va proporcionar el color per a Miller's Ronin (1984), una sèrie experimental de sis números de DC Comics que va demostrar que els còmics en formats poc habituals podien tenir èxit comercial; i The Dark Knight Returns (1986), una mini-sèrie de quatre números que va arribar a ser un èxit comercial i crític excepcional. Miller també va assenyalar que Varley va ajudar a crear l'argot futurista que utilitzen Carrie Kelley i altres personatges.
Posteriorment, Varley va acolorir altres llibres de Miller, incloent-hi The Dark Knight Strikes Again, 300, Elektra Lives Again, 'Big Guy i Rusty the Boy Robot (amb Geoff Darrow), a més de diverses portades per a les edicions dels Estats Units de Lone Wolf i Sèrie Cub. També va pintar els fons de la pel·lícula 300 (2007), produïda per Miller.

## Vida personal
Varley i Miller es van casar des del 1986 fins al 2005. Es van traslladar de la ciutat de Nova York a Los Angeles a finals dels anys vuitanta i van tornar a Nova York poc abans dels atacs de l'11 de setembre.